# Оуян Сюнь
Оуян Сюнь (кит. трад. 歐陽詢, упр. 欧阳询, пиньинь Ōuyáng Xún, почётное имя Синьбэнь 信本, 557—641) — конфуцианский учёный и каллиграф эпохи ранней Тан в Китае, один из самых значительных каллиграфов Китая и региона. Классик стиля кайшу.

## Биография
Оуян Сюнь происходил из семьи администраторов и учёных при южной империи Чэнь. В раннем возрасте он потерял отца (павшего в бою) и сам едва спасся от гибели во время нападения войск Суй. Его принял и обучил один из старых друзей его отца. Оуян Сюнь особенно хорошо изучил хроники Ши-цзи, Ханьшу и Дунгуань Ханьцзы.
В 611 году он получил пост в объединившей все китайские земли империи Суй. Ещё до того, как Ли Юань провозгласил образование новой империи Тан, его семья с почётом принимала Оуян Сюня. Когда Ли Юань провозгласил себя императором нового государства, он сразу предоставил Оуян Сюню значительные посты и полномочия.
При империи Тан Оуян Сюнь был цензором и учёным Академии Хунвэнь. Здесь он преподавал каллиграфию и создал свод 36 правил написания иероглифов, а также систему обучения каллиграфии, в дальнейшем ставшие общепринятыми.
Оуян Сюнь был составителем, а также, вместе с Линху Дэфэнем и Чэнем Шуда, основным автором энциклопедии Ивэнь Лэйцзю (завершена в 624 году).
В качестве государственного каллиграфа Тан, Оуян Сюнь оставил надписи на нескольких важнейших стелах империи. Каждая из сохранившихся его каллиграфических работ важна для понимания развития каллиграфии в Китае, Японии и др. странах.
Как своими трудами по теории и практике каллиграфии, так и образцами каллиграфии Оуян Сюнь оказал влияние на всю последующую манеру написания китайских иероглифов.
Сохранились также его поэтические работы.